# Signorino-Kreuz

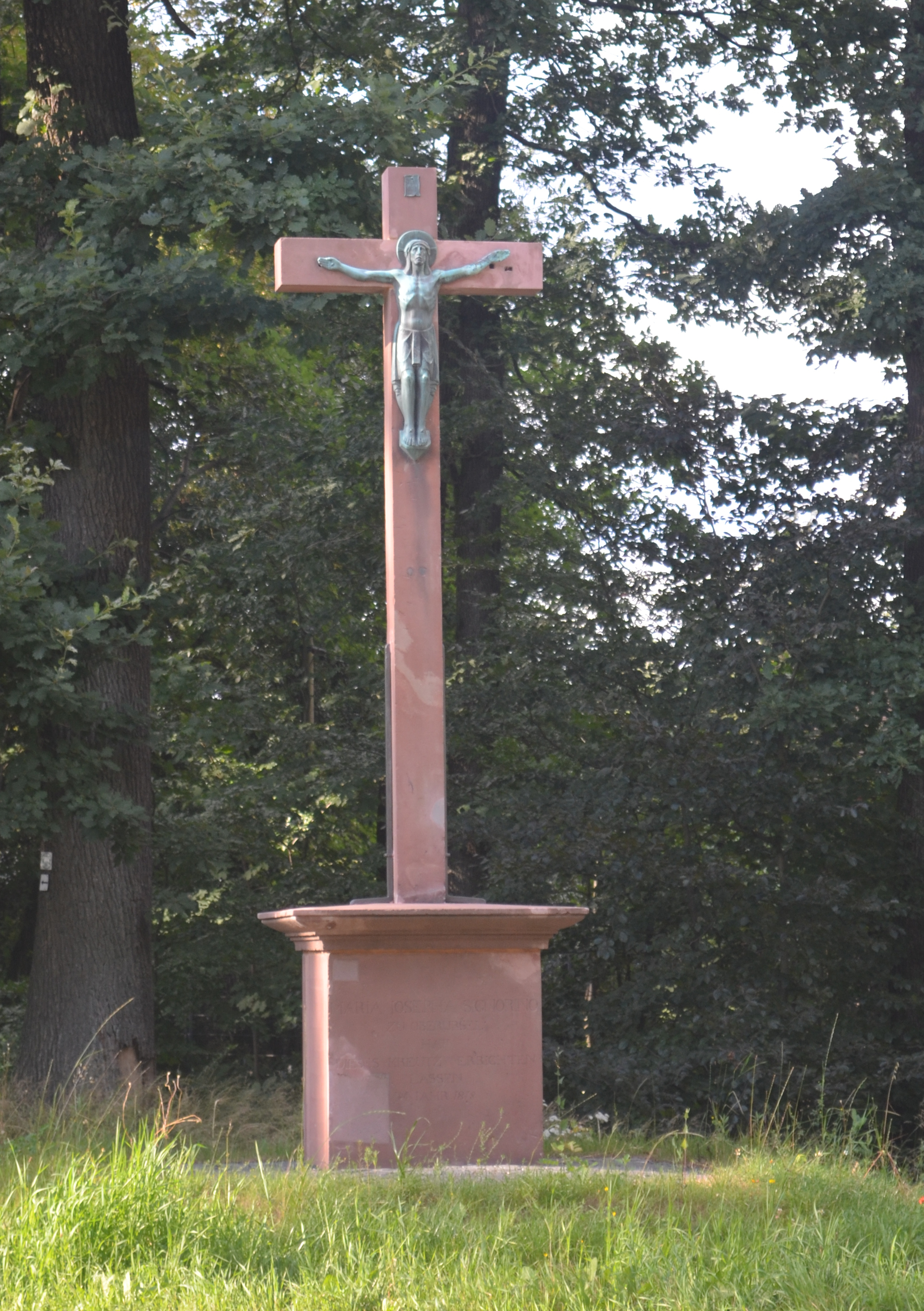
Signorino-Kreuz nach der Sanierung

Das Signorino-Kreuz ist ein Sandsteinkreuz mit Bronzekruzifix in Oberursel. Es steht als Kulturdenkmal unter Denkmalschutz.
Maria Josepha Signorino ließ das Wegekreuz 1818 errichten. Sie war die Enkelin und letzte Nachfahrin des Gewürzhändlers Remigius Joseph Signorino. Dieser stammte aus dem Tessin und wurde 1717 Bürger von Oberursel.
Das Kreuz besteht aus rotem Mainsandstein und trägt die Inschrift:

„Maria Josepha Signorino
zu Oberursel hat
dieses Kreuz errichten lassen
im Jahr 1818“

Im September 2013 kam es zu einem Autounfall, bei dem ein Auto das Kreuz massiv beschädigte. Mit einem Arbeitsaufwand von 170 Stunden wurde das Kreuz durch Steinmetzmeister Ulrich Fritz wieder instand gesetzt. Im Februar 2016 konnte das Kreuz wieder errichtet werden.
Sämtliche Ertüchtigungen und Bänder aus Stahl sowie die beschädigte Jesusfigur aus Bronze wurden durch den Restaurationsbetrieb metallmanufaktur Dirk Velte aus Oberursel repariert und überarbeitet.